# پل کانال سوئز
پل صلح مبارک (به عربی: كوبرى مبارك السلام) که به نام‌های پل دوستی مصری-ژاپنی و پل صلح نیز شناخته می‌شود پلی است که در قنطره شرق از روی کانال سوئز می‌گذرد و قارهٔ آفریقا را به اوراسیا وصل می‌کند.

## طراحی و ساخت

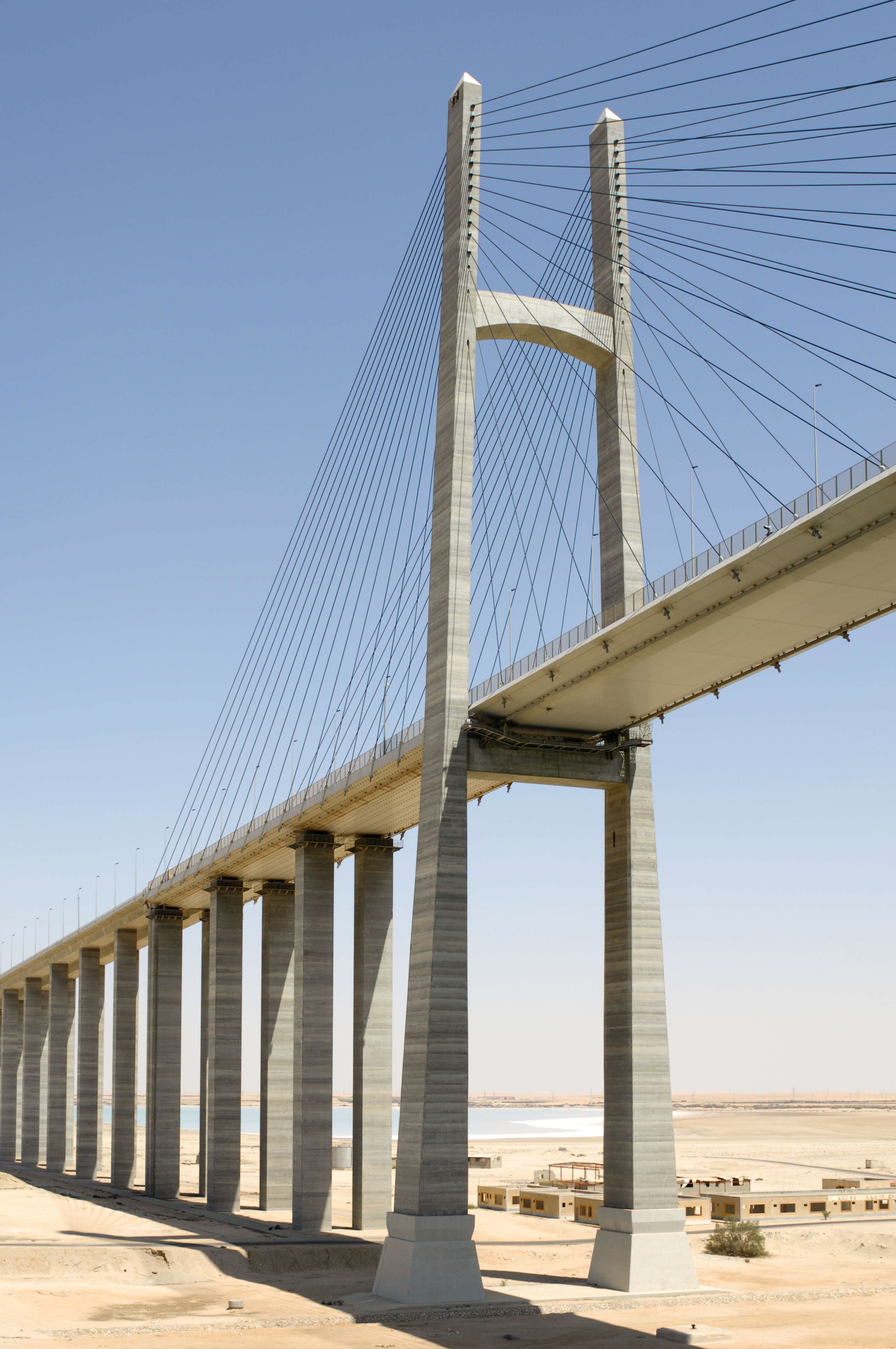
نمایی از پل کانال سوئز

این پل با کمک دولت ژاپن ساخته شد و پیمانکار اصلی آن شرکت کاجیما بود.

کمک مالی ژاپن شصت درصد هزینه ساخت و ساز (یا ۱۳٫۵ میلیارد ین) را شامل می‌شد. طی دیدار حسنی مبارک رئیس‌جمهور مصر با نخست‌وزیر ژاپن در ماه مارس سال ۱۹۹۵ به عنوان بخشی از پروژه بزرگ برای توسعه شبه جزیره سینا توافق شد.

پل در ۹ اکتبر ۲۰۰۱ گشایش یافت.

پل در فاصله ۷۰ متری (۲۳۰ فوت) از سطح کانال است و طولی برابر با ۹٫۳ کیلومتر (۲٫۴ مایل) دارد که شامل یک مسافت اصلی ۴۰۰ متری (۱٬۳۰۰ فوتی) و دو محدوده ۱٫۸ کیلومتری (۱٫۱ مایلی) ) طولانی است.

ارتفاع پل با دو برج فراهم شده که به شکل ابلیسک ساخته شده‌اند.

فاصله زیر پل ۷۰ متر است. بنابراین، بالاترین ارتفاع کشتی‌هایی که می‌توانند از طریق کانال سوئز عبور کنند (سوئزگذر) بالاتر از ۶۸ متر خط آب نباید باشد.